# Takydromus sauteri
Takydromus sauteri (довгохвостка кошунська) — вид ящірок родини ящіркових (Lacertidae). Ендемік Тайваню. Вид названий на честь німецького ентомолога Ганса Заутера.

## Поширення і екологія
Кошунські довгохвостки мешкають на сході і півночі острова Тайвань, а також на островах Ланьюй і Пенху. Вони живуть в тропічних лісах і чагарниках, на висоті до 1000 м над рівнем моря. Відкладають яйця.